# Modern Logistics
Modern Transporte Aéreo de Carga S.A., conosciuta come Modern Logistics, è una società brasiliana di merci e logistica integrata, che ha una propria flotta di aeromobili e opera come compagnia aerea cargo. È stata formato da dirigenti che avevano fondato Azul Linhas Aéreas. Gli è stato concesso il permesso di volare voli commerciali nel giugno 2017.

## Storia
Come risultato di un investimento di circa 75 milioni di dollari, l'azienda offre servizi logistici che coprono l'intera catena per i clienti, dalla spedizione alla consegna. Per questo deve avere un proprio trasporto aereo, un proprio deposito con 15 centri di distribuzione e un trasporto via terra con partner strategici. Tra queste, aziende come Transportadora Americana TA, Braspress, Jadlog, Atlas, Termaco e Covre.
Con l'arrivo del primo aereo sono iniziati i voli tra San Paolo e Manaus, e successivamente è stata aperta una rotta per Recife.
Modern è stata scelta da Emdisa per fungere da operatore logistico dell'azienda nella regione settentrionale, con sede a Manaus. Emdisa è un rappresentante e distributore di prodotti, giocattoli e Avents (Philips) Hasbro, Yellow e Oregon nelle regioni nord e nord-est del paese. Presso il magazzino di Manaus, di 3.100 mq, l'azienda svolge operazioni di ricevimento, stoccaggio, spedizione e trasporto su strada dei prodotti in tutta la regione.

## Flotta
A maggio 2023 la flotta di Modern Logistics è così composta: